# マートル・クック
マートル・クック（Myrtle Alice CookまたはMyrtle McGowan, 1902年1月5日- 1985年3月18日）は、カナダの陸上競技選手。1928年アムステルダムオリンピックの金メダリストである。

## 経歴
クックは、子供のころからテニス、アイスホッケー、野球、バスケットボール、ボウリング、自転車などスポーツに親しんで生活していた。彼女が15歳のとき、陸上のナショナルチームに選抜された。彼女はナショナルチームに所属しながらもトロントの女性専用の陸上クラブで練習し続けた。1920年代は、女性にとってハードルが高かった、スポーツや政治の門戸が開放され始めたころであった。1928年アムステルダムオリンピックは陸上競技に女性が参加できる最初の大会であった。
クックは、1928年アムステルダムオリンピックを前に、ハリファックスで100mの世界タイ記録12.0秒を出し、オリンピックでも金メダル候補に挙げられていた。しかし、決勝では、2度のフライングのため失格となってしまう。しかし、4×100mリレーでは、カナダチームのアンカーを務め、ジェーン・ベル、エセル・スミス、ファニー・ローゼンフェルドとともに強豪のアメリカ、ドイツを下し、女子4×100mリレーのオリンピックでの最初の金メダルを獲得した。
1928年のアムステルダムオリンピックの女子選手の活躍に、彼女たちの帰国後歓迎の渦が巻き起こり、トロントとモントリオールではパレードが行われ、トロントでは駅前に20万人、沿道に10万人が集まったと報道された。
その後のクックは、1932年にスポーツクラブを立ち上げ、プロ野球チームの走塁コーチ、スポーツジャーナリストなどスポーツに携わった職に従事。特に女子スポーツの普及に力を注いだ。1932年から1972年間の長きに渡り、コモンウェルスゲームズの委員会、カナダオリンピック委員会のメンバーとしても活躍した。